# العبد (دير الزور)
العبد قرية سورية تتبع ناحية موحسن في منطقة مركز دير الزور في محافظة دير الزور. بلغ عدد سكانها 3372 نسمة في عام 2004 حسب إحصاء المكتب المركزي للإحصاء.